# Арутюнов, Алексей Иванович
Алексе́й Ива́нович Арутю́нов (1914, Грозный, Терская область — 1994, Москва) — кандидат технических наук, один из выдающихся специалистов в области нефтепромысловых систем, техники и технологии сбора, сепарации и подготовки нефти и газа, лауреат Ленинской премии (1963).

## Фрагменты биографии
Родился в г. Грозном а семье нефтяника.

### Учёба
В 1936 году окончил Азербайджанский индустриальный институт им. М. Азизбекова и получил квалификацию горного инженера.

## Научная и производственная деятельность
- В 1936 году — помощник лаборанта в АзНИИ.
- В 1938—1942 гг. старший инженер в отделе нефтедобычи Азнефтекомбината и старшим инженером в АэНИИ.
- В 1942—1956 гг. работал в Средней Азии главным инженером, директором нефтепромысла Андижан, главным инженером треста «Андижаннефть» объединения «Средазнефть».
- В 1956—1972 гг. работал в Москве: руководителем лаборатории добычи газа во ВНИИГАЗ, главным специалистом Госкомитета Совета Министров СССР по топливной промышленности, заместителем начальника Управления по добыче нефти и газа Госкомитета нефтедобывающей промышленности при Госплане СССР, начальником отдела Технического управления Министерства нефтедобывающей промышленности, начальником отделе техники сбора и подготовки нефти Главного управления по технике, технологии и организации добычи нефти и газа Миннефтепрома.
- В 1972—1993 гг. заведовал лабораторией (сектором) сбора и подготовки нефти и газа ВНИИнефть.

## Основные публикации
Автор около 200 научных работ, 27 изобретений.
- Арутюнов А. И. Измерение дебита газовых скважин — М.: ГосИНТИ, 1959.
- А. И. Арутюнов, Хушпулян М. М. Компрессорная закачка газа и газлифтной эксплуатации скважин- М.: ВНИИОЭНГ, 1978. — 58 с. — (Сер. «Машины и нефтяное оборудование»: обзор. информ. / ВНИИОЭНГ).
- Арутюнов А. И. Продуктивность нефтяных скважин. — Баку: Азгостоптехиздат, 1941. — 134 с.

## Награды и премии
- Лауреат Ленинской премии в 1963 «За коренное усовершенствование техники разработки газо-конденсатных месторождений».
- Почётный нефтяник СССР
- Награждён орденами «Знак почета», дважды орденом «Трудового красного знамени», 4 медалями СССР.
- 6 медалей ВДНХ.